# 月面車
月面車（げつめんしゃ）またはルナー・ロバー（英語: Lunar Rover）とは、月面上を走行するために造られた自動車。
月面車を月に着陸させて運用に成功したのは2020年現在ソビエト連邦、アメリカと中国のみである。

## ソビエト連邦の月面車
ソビエト連邦はルナ計画の一環として、アメリカに先駆けて月面車を月面へ投入した。1970年11月10日にルナ17号がルノホート1号を雨の海へ、1973年1月8日にルナ21号がルノホート2号を晴れの海へ運んでいる。
本来ソビエト連邦の月面車は、有人月面着陸プロジェクトの一環として開発が開始されたものであるが、有人着陸のスケジュールが遅延（最終的には断念）したことから無人走行車となった。
4輪のバギーカーに似た外観のアメリカの月面車と異なり、丼鉢に8つの車輪がついたような外見ではあるが、各種ビデオカメラやX線スペクトロメーターなど充実した観測計器を搭載しているほか、丼鉢の蓋の裏に搭載した太陽電池によりバッテリーを充電させ長期間の稼働を実現させている。1号は11ヶ月にわたり10km以上、2号は4ヶ月にわたり37km以上を走行し、多くの画像や観測機器のデータなどを地球に送信してきた。
さらに有人月面探査計画で着陸地点の予備調査を行うルノホート3号と4号が製造されたが（ソユーズL3計画参照）1974年の有人探査計画中止に伴い打ち上げはキャンセルされた。
のちに、1986年4月26日に起きたチェルノブイリ原子力発電所事故において、ルノホートの技術を応用した無人作業車が復旧活動に活躍した。

## アメリカ合衆国の月面車

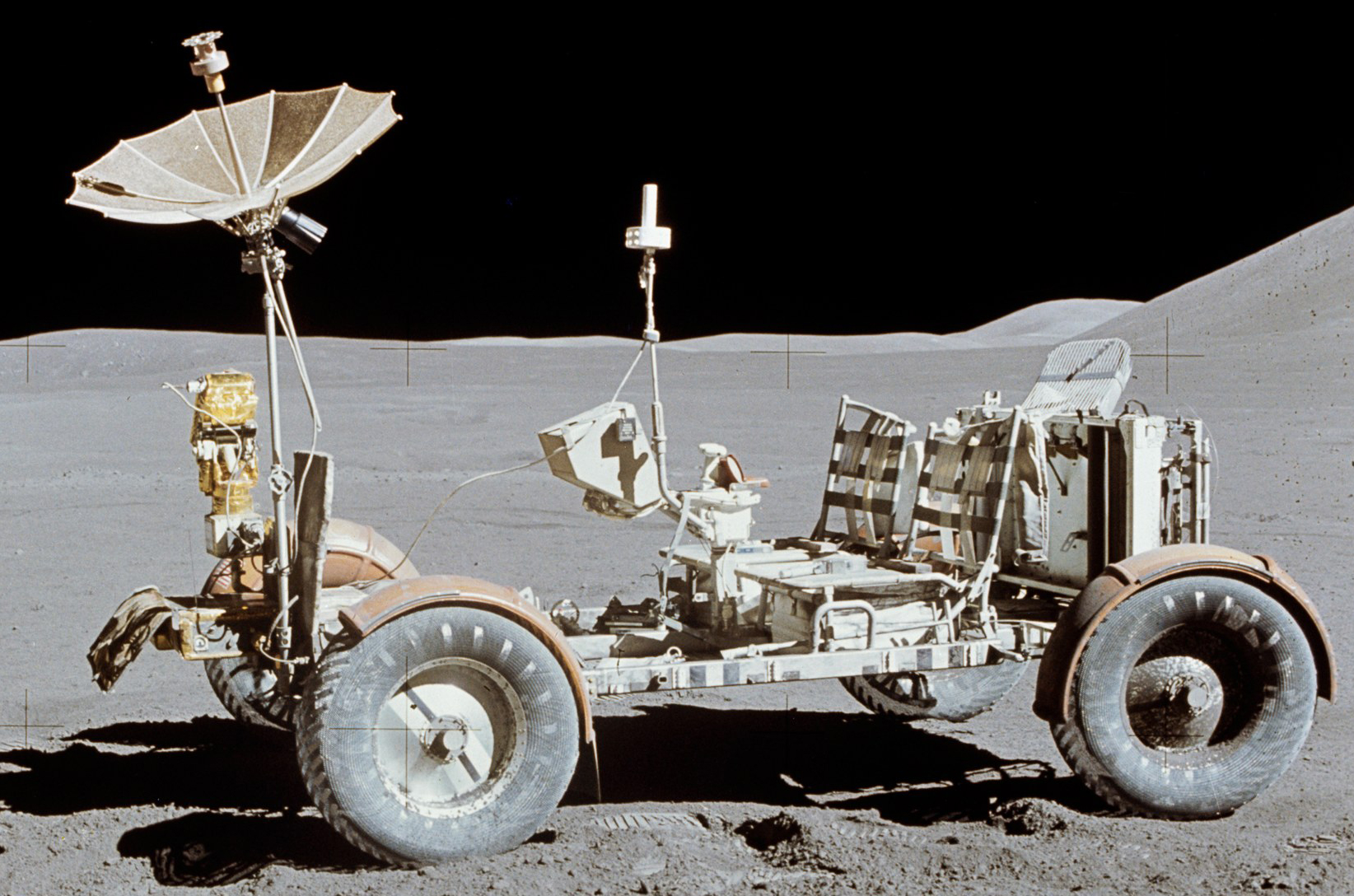
アポロ15号の船外活動時に使用された月面車

アポロ計画の一環として、初の有人月面自動車として投入された。設計は5000万ドルでポルシェが引き受け、ボーイングが製造した。全長3m、横幅1.8m、重量200kg。1/4馬力のモーターを4つの車輪のハブにそれぞれ内蔵し合計1馬力。電源は銀亜鉛電池と太陽電池。乗員は2名。アポロ15号、アポロ16号、アポロ17号の3回のミッションを通じて、宇宙飛行士の月面での移動や採取したサンプルの運搬などに用いられた。凸凹が多く砂地でタイヤがめり込みやすい月面であるが、最高速度は16km/hを記録している。アポロ17号での走行距離は36kmに及んだ。

## 中国の月面車
2013年12月14日に月面の「雨の海」に軟着陸した嫦娥3号に無人月面車「玉兎号」が搭載された。「玉兎号」は土壌の採取・分析や地下100メートルの地質構造調査を行うとされる。月面車には太陽光パネルの他に約半月も続く極寒の月の夜を越すために機器の保温用として30年間の長期稼動が可能な原子力電池が搭載される。「玉兎号」は着陸翌日の12月15日より稼働を開始した。観測開始後にトラブルに見舞われ、2014年の途中からは自走不能な状態となったが、観測機器は稼働を続けた。月面車の稼働記録を更新して2016年8月に活動を停止した。
中国の月探査機「嫦娥4号」は2019年1月3日、月の裏側の南極エイトケン盆地にあるフォン・カルマン・クレーターに着陸し、人類初となる月の裏側への軟着陸に成功した。着陸後、嫦娥4号から直ちに分離された探査車「玉兎2号」は、月探査レーダー（LPR）を使って地下の調査を開始した。

## 日本の月面車
日本のJAXAは将来独自で行うであろう月面探査を見据えて、無人の小型実験車の研究を開始している。宇宙科学研究所相模原キャンパスの一般公開日には、モデルが展示されることもある。
また2019年には、JAXAはトヨタ自動車と共同で「有人与圧ローバ」の検討を進めていることも明らかにしている。この有人ローバ構想は、全長6.0 m、全幅5.2 m、全高3.8 mという大型のもので、13m3の居住空間に2名が滞在可能（最大4名）で、1万 km以上の長距離を走行可能という高い性能を持ったものとなっている。JAXAは2029年の打ち上げを目指している。

## ロシアの月面車
現在、ルナグローブ計画による月探査の一環としてポーラームーンローバーを送る計画がある。

## インドの月面車
インド宇宙研究機関はロシア連邦宇宙局と共同でチャンドラヤーン2号を2019年に打ち上げたが、月面上空で通信が途絶し、ランダーを着陸させて無人月面車を送り込むミッションは失敗した。
2023年に、チャンドラヤーン3号が、月面着陸に成功した。月面車は「プラギャン」。

## トピック
NASAでは現在でも技術開発コンテストの一部門に月面車の開発を掲げるなど、基礎研究を続けている。2006年のコンテストでは、100万ドルの賞金額であった。